# Titchfield

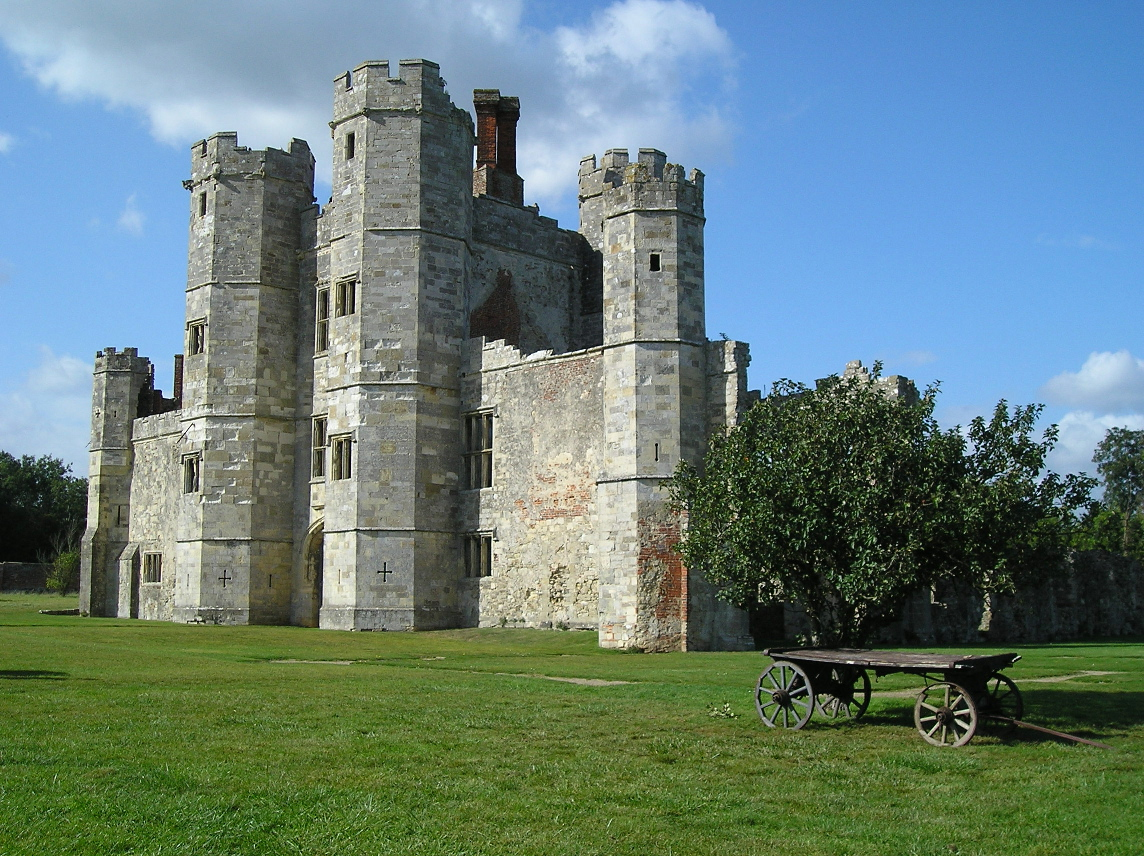
Abadía de Titchfield

Titchfield es un pueblo al sur del condado de Hampshire, Inglaterra (Reino Unido), junto al río Meon. Según el censo de 2001, la población estaba estimada en 7000 habitantes.
La historia del pueblo se remonta a siglo VI. Durante la Edad Media el pueblo sirvió como pequeño puerto y mercado. En las cercanías del pueblo se encuentran las ruinas de la abadía de Titchfield, un lugar con fuertes vínculos a Shakespeare, a través de su patrocinador el Conde de Southampton.